# Michiel Giovanni Marieschi
Michiel Giovanni Marieschi, född 1710, död 1743, var en italiensk konstnär.
Marieschi var troligen elev till Gaspare Diziani och en kortare tid verksam i Sachsen, 1736 var han åter verksam i Venedig. Han målade främst stads och ruinlandskap. Marieschi var även verksam som etsare och tecknare.